# Pasqual Canals
Pasqual Canals es un deportista español que compitió en Ciclismo de montaña en la disciplina de descenso. Ganó una medalla de plata en el Campeonato Europeo de Ciclismo de Montaña de 2007.

## Palmarés internacional
| Campeonato Europeo | Campeonato Europeo | Campeonato Europeo | Campeonato Europeo |
| Año                | Lugar              | Medalla            | Competición        |
| ------------------ | ------------------ | ------------------ | ------------------ |
| 2007               | Elatojori (Grecia) | Medalla de plata   | Descenso           |